# War on drugs
War on drugs is een term die veelal wordt gebruikt om het geheel aan antidrugsmaatregelen van onder meer de Amerikaanse overheid te omschrijven. Ook in andere landen is in navolging van de Verenigde Staten onder deze naam eenzelfde beleid of strijd afgekondigd, zoals op de Filipijnen.
Het omvat een algeheel drugsverbod alsmede militaire steun en buitenlandse interventies aan en in andere landen. Het genoemde doel van de war on drugs is om de drugshandel te beteugelen en verminderen. Het initiatief omvat bovendien een reeks maatregelen in het Amerikaanse drugsbeleid die tot doel heeft om de productie, distributie en consumptie van drugs tegen te gaan. De term werd voor het eerst gebruikt door de Amerikaanse president Richard Nixon en later door de media overgenomen.

## Geschiedenis
Hoewel Nixon de war on drugs in 1971 uitriep, was zijn beleid vooral een voortzetting van het beleid dat al in 1914 was begonnen. In 1914 werd de eerste federale wet opgesteld die de handel en het gebruik van bepaalde drugs verbood, hoewel er al vanaf 1860 plaatselijke wetgeving bestond. Deze werd in 1920 gevolgd door een algeheel alcoholverbod (de drooglegging), dat in 1933 werd ingetrokken, en in 1930 door de oprichting van de federale dienst voor narcoticazaken, het Federal Bureau of Narcotics, de latere DEA.
In 1937 werd met de Marijuana Transfer Tax Act de eerste beperking op wiet gezet. Volgens sommige academici werd met deze wet beoogd bescherming te bieden aan de katoenindustrie door de hennepindustrie te vernietigen.
In 1971, het jaar waarin Nixon voor het eerst de strijd tegen drugs aankondigde, publiceerden twee congreslieden een onderzoek over het groeiend heroïnegebruik onder Amerikaans soldaten, waaruit bleek dat tien tot vijftien procent van de troepen aan heroïne verslaafd was. Dat was voor de regering-Nixon het startsein voor de war on drugs. In 1973 werd aldus de Drug Enforcement Administration (DEA) opgericht. In de jaren zeventig en tachtig werd het beleid voortgezet, en George H.W. Bush, destijds vicepresident, begon te pleiten voor de inzet van de CIA en het Amerikaanse leger in drugsgerelateerde interventies. In 1988 werd het Office of National Drug Policy opgericht, dat een nationale mediacampagne afdwong tegen drugsgebruik onder jongeren. Deze activiteiten werden gedurende de jaren negentig en begin 21e eeuw gesteund door de toenmalige presidenten, en dit beleid is nog altijd van kracht.

## Socio-economische effecten

### Ontstaan van een permanente onderklasse

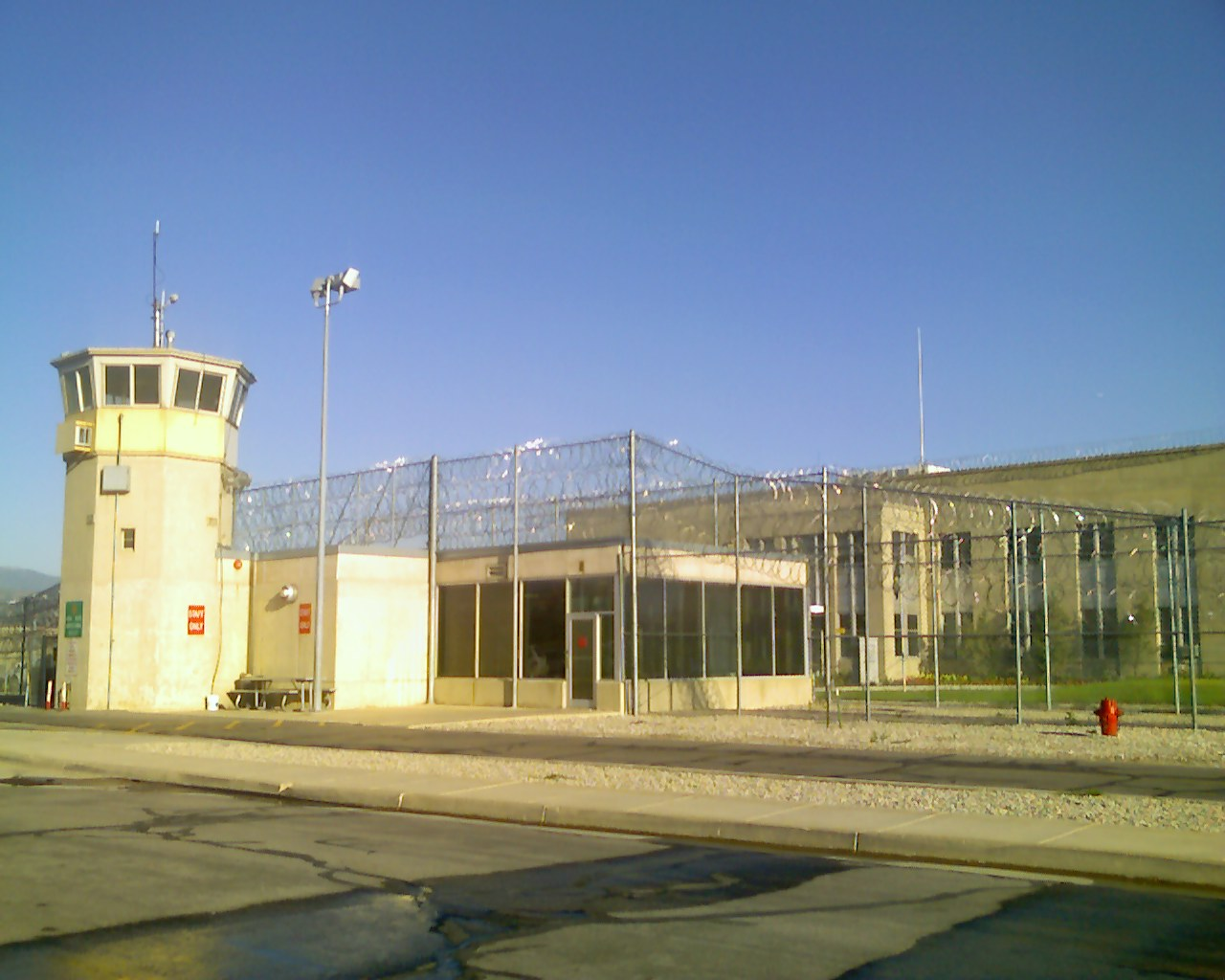
Jaarlijks worden in de Verenigde Staten een miljoen mensen vastgezet wegens overtreding van de drugswet

De veroordeling van Amerikaanse jongeren wegens overtreding van de Opiumwet leidt er vrijwel altijd toe dat zij voor korte of langere tijd geen onderwijs kunnen volgen en hun stemrecht en kansen op de arbeidsmarkt verliezen. Daarom menen sommige auteurs dat de war on drugs heeft geresulteerd in de vorming van een permanente onderklasse van burgers die nauwelijks onderwijs- en arbeidskansen hebben, vaak als gevolg van de straffen voor drugscriminaliteit die op zichzelf weer het resultaat zijn van pogingen om een inkomen te verdienen door het ontbreken van onderwijs- of arbeidsmogelijkheden.

### Kosten voor belastingbetalers
In een onderzoek uit 2008 van Harvardeconoom Jeffrey A. Miron werd geschat dat de legalisering van drugs belastingbetalers in de Verenigde Staten ruim 76,8 miljard dollar per jaar zou opleveren — 44,1 miljard via besparingen op misdaadbestrijding en minstens 32,7 miljard in belastingopbrengsten.

### Effect op producenten
Het verbod op de cocaproductie is vaak onderhevig geweest aan kritiek, omdat dit negatieve gevolgen heeft voor de inkomsten van cocaproducenten in Zuid-Amerika, waar cocabladeren traditioneel worden gebruikt voor religieuze, medicinale en voedingsdoeleinden door de lokale bevolking. Om deze reden vinden velen de illegaliteit van de cocaproductie onrechtvaardig. In veel gebieden heeft het Amerikaanse leger cocaverboden afgedwongen zonder de boeren alternatieve productiemogelijkheden te bieden en veel van hun planten zijn door het leger vernietigd, met armoede als gevolg.

## Publieke steun en tegenstand
De war on drugs is vanaf het begin hoogst omstreden geweest. Uit een opiniepeiling op 2 oktober 2008 kwam naar voren dat drie op de vier Amerikanen vond dat de war on drugs mislukt was.
Op een bijeenkomst in Guatemala in 2012 lieten drie vroegere presidenten van Guatemala, Mexico en Colombia weten dat de strijd tegen drugs was mislukt en dat zij een debat over alternatieven voorstelden, waaronder decriminalisering, op de Summit of the Americas in april van dat jaar. De president van Guatemala Otto Pérez Molina stelde dat de Centraal-Amerikanen voor de war on drugs een te hoge prijs betaalden en dat er een eind moest komen aan "het taboe op het bespreekbaar maken van decriminalisering".

### Belangengroepen
In de Verenigde Staten zijn enkele grote belangengroepen ontstaan die het debat over het Amerikaanse drugsbeleid proberen aan te wakkeren en te beïnvloeden, zowel voor als tegen de war on drugs. Organisaties als de Drug Policy Alliance, Law Enforcement Against Prohibition, Marijuana Policy Project en Students for Sensible Drug Policy pleiten voor decriminalisering dan wel legalisering van drugs. Aan de andere kant strijden de Drug Free America Foundation, Partnership for a Drug-Free America en de World Federation Against Drugs voor hardere maatregelen tegen drugs dan wel het behoud van het huidige beleid.

## Andere landen
Op de Filipijnen wordt onder dezelfde noemer strijd geleverd tegen drugs en gecriminaliseerde drugsgebruiker, als onderdeel van het antidrugsbeleid en de acties van de Filipijnse regering onder president Rodrigo Duterte, die op 30 juni 2016 aantrad. Volgens voormalig Filipijnse nationale politiechef en senator Ronald dela Rosa is het beleid gericht op "het neutraliseren van illegale drugspersoonlijkheden in het hele land".
Duterte drong er bij het publiek op aan criminelen en drugsverslaafden "te doden". Uit onderzoek door mediaorganisaties en mensenrechtengroepen zou blijken dat de politie routinematig ongewapende drugsverdachten executeerde en vervolgens om dat schijnbaar te rechtvaardigen wapens en drugs als bewijsmateriaal plantte. Hoewel de Filipijnse autoriteiten wangedrag door de politie aanvankelijk ontkenden werd in 2021 een onderzoek ingesteld naar 52 zaken waarin politieagenten waren beschuldigd van dergelijke malversaties. Volgens critici zouden die 52 gevallen echter het spreekwoordelijke topje van de ijsberg zijn. 
In de jaren negentig woedde in Portugal een ernstige drugscrisis, met een hoog aantal heroïneverslaafden, en het aantal hiv-infecties de hoogste in de Europese Unie werd. Sinds 1993 werden naalduitwisselingsprogramma’s opgezet, en konden drugsgebruikers spuiten uitwisselen bij apotheekbalies. En in 2001 volgde een decriminalisering van alle drugs: die bleven wel illegaal, maar het kortstondig gebruik was niet langer een misdrijf. Daarmee was Portugal het eerste land dat het roer omgooide.